# Séries télévisées américaines diffusées durant la saison 2016-2017
| 2015-2016 • | 2016-2017 • | 2017-2018 |

Cet article liste les séries télévisées diffusées en prime time sur les principaux réseaux de télévision aux États-Unis durant la saison 2016-2017.
Ces principaux réseaux sont : ABC, CBS, The CW, la Fox et NBC. PBS n’est pas inclus car les stations locales disposent d’une grande flexibilité quant au choix des programmes et des horaires de diffusion. The CW ne propose pas de programmation nationale pour le week-end.
La programmation concerne les séries diffusées entre septembre 2016 et août 2017.

## Programmation

### Légende
- Les heures données correspondent à l’heure de l'Est et l’heure du Pacifique.
- Les nouvelles séries sont indiquées en gras.
- Le format du programme correspond à la couleur qui lui est attribuée :

Magazine d’informations
Divertissement / Télé-réalité
Sitcom / Comédie musicale / Série d’animation (20-30 minutes)
Drama / Action (40-50 minutes)
Programme sportif en direct
Programme local
Rediffusion

### Lundi
| Réseau | Réseau    | 20 h 0               | 20 h 30              | 21 h 0               | 21 h 30              | 22 h 0          | 22 h 30         |
| ------ | --------- | -------------------- | -------------------- | -------------------- | -------------------- | --------------- | --------------- |
| ABC    | ABC       | Danse avec les Stars | Danse avec les Stars | Danse avec les Stars | Danse avec les Stars | Conviction      | Conviction      |
| CBS    | Automne   | The Big Bang Theory  | Kevin Can Wait       | 2 Broke Girls        | The Odd Couple       | Scorpion        | Scorpion        |
| CBS    | Suivi par | Kevin Can Wait       | Man with a Plan      | 2 Broke Girls        | The Odd Couple       | Scorpion        | Scorpion        |
| The CW | The CW    | Supergirl            | Supergirl            | Jane the Virgin      | Jane the Virgin      | Programme local | Programme local |
| Fox    | Automne   | Gotham               | Gotham               | Lucifer              | Lucifer              | Programme local | Programme local |
| Fox    | Hiver     | 24 : Legacy          | 24 : Legacy          | APB                  | APB                  | Programme local | Programme local |
| Fox    | Printemps | Gotham               | Gotham               | Lucifer              | Lucifer              | Programme local | Programme local |
| NBC    | Automne   | The Voice            | The Voice            | The Voice            | The Voice            | Timeless        | Timeless        |
| NBC    | Printemps | The Voice            | The Voice            | The Voice            | The Voice            | Taken           | Taken           |

### Mardi
| Réseau | Réseau    | 20 h 0                    | 20 h 30                   | 21 h 0             | 21 h 30          | 22 h 0                        | 22 h 30                       |
| ------ | --------- | ------------------------- | ------------------------- | ------------------ | ---------------- | ----------------------------- | ----------------------------- |
| ABC    | ABC       | The Middle                | American Housewife        | Fresh Off the Boat | The Real O'Neals | Marvel : Les Agents du SHIELD | Marvel : Les Agents du SHIELD |
| CBS    | CBS       | NCIS : Enquêtes spéciales | NCIS : Enquêtes spéciales | Bull               | Bull             | NCIS : Nouvelle-Orléans       | NCIS : Nouvelle-Orléans       |
| The CW | The CW    | The Flash                 | The Flash                 | No Tomorrow        | No Tomorrow      | Programme local               | Programme local               |
| Fox    | Automne   | Brooklyn Nine-Nine        | New Girl                  | Scream Queens      | Scream Queens    | Programme local               | Programme local               |
| Fox    | Hiver     | New Girl                  | The Mick                  | Bones              | Bones            | Programme local               | Programme local               |
| Fox    | Printemps | Brooklyn Nine-Nine        | The Mick                  | Prison Break       | Prison Break     | Programme local               | Programme local               |
| NBC    | NBC       | The Voice                 | The Voice                 | This Is Us         | This Is Us       | Chicago Fire                  | Chicago Fire                  |

### Mercredi
| Réseau | Réseau    | 20 h 0        | 20 h 30       | 21 h 0                   | 21 h 30                  | 22 h 0              | 22 h 30             |
| ------ | --------- | ------------- | ------------- | ------------------------ | ------------------------ | ------------------- | ------------------- |
| ABC    | ABC       | The Goldbergs | Speechless    | Modern Family            | Black-ish                | Designated Survivor | Designated Survivor |
| CBS    | CBS       | Survivor      | Survivor      | Esprits criminels        | Esprits criminels        | Code Black          | Code Black          |
| The CW | The CW    | Arrow         | Arrow         | Frequency                | Frequency                | Programme local     | Programme local     |
| Fox    | Automne   | Lethal Weapon | Lethal Weapon | Empire                   | Empire                   | Programme local     | Programme local     |
| Fox    | Hiver     | Lethal Weapon | Lethal Weapon | Star                     | Star                     | Programme local     | Programme local     |
| Fox    | Printemps | Shots Fired   | Shots Fired   | Empire                   | Empire                   | Programme local     | Programme local     |
| NBC    | NBC       | Blindspot     | Blindspot     | New York, unité spéciale | New York, unité spéciale | Chicago Police      | Chicago Police      |

### Jeudi
| Réseau | Réseau    | 20 h 0                          | 20 h 30                                                           | 21 h 0                                                            | 21 h 30                                                           | 22 h 0                                                            | 22 h 30                                                           |
| ------ | --------- | ------------------------------- | ----------------------------------------------------------------- | ----------------------------------------------------------------- | ----------------------------------------------------------------- | ----------------------------------------------------------------- | ----------------------------------------------------------------- |
| ABC    | Automne   | Grey's Anatomy                  | Grey's Anatomy                                                    | Notorious                                                         | Notorious                                                         | Murder                                                            | Murder                                                            |
| ABC    | Hiver     | Grey's Anatomy                  | Grey's Anatomy                                                    | Scandal                                                           | Scandal                                                           | The Catch                                                         | The Catch                                                         |
| CBS    | Automne   | NFL Thursday Night Kickoff (en) | Thursday Night Football (suivant le calendrier de la compétition) | Thursday Night Football (suivant le calendrier de la compétition) | Thursday Night Football (suivant le calendrier de la compétition) | Thursday Night Football (suivant le calendrier de la compétition) | Thursday Night Football (suivant le calendrier de la compétition) |
| CBS    | Suivi par | The Big Bang Theory             | The Great Indoors                                                 | Mom                                                               | Life in Pieces                                                    | Pure Genius                                                       | Pure Genius                                                       |
| The CW | The CW    | Legends of Tomorrow             | Legends of Tomorrow                                               | Supernatural                                                      | Supernatural                                                      | Programme local                                                   | Programme local                                                   |
| Fox    | Automne   | Rosewood                        | Rosewood                                                          | Pitch                                                             | Pitch                                                             | Programme local                                                   | Programme local                                                   |
| Fox    | Hiver     | Rosewood                        | Rosewood                                                          | Kicking and Screaming                                             | Kicking and Screaming                                             | Programme local                                                   | Programme local                                                   |
| NBC    | Automne   | Superstore                      | The Good Place                                                    | Chicago Med                                                       | Chicago Med                                                       | The Blacklist                                                     | The Blacklist                                                     |
| NBC    | Suivi par | NFL Thursday Night Kickoff (en) | Thursday Night Football (suivant le calendrier de la compétition) | Thursday Night Football (suivant le calendrier de la compétition) | Thursday Night Football (suivant le calendrier de la compétition) | Thursday Night Football (suivant le calendrier de la compétition) | Thursday Night Football (suivant le calendrier de la compétition) |

### Vendredi
| Réseau | Réseau  | 20 h 0                            | 20 h 30                           | 21 h 0              | 21 h 30             | 22 h 0          | 22 h 30         |
| ------ | ------- | --------------------------------- | --------------------------------- | ------------------- | ------------------- | --------------- | --------------- |
| ABC    | ABC     | Last Man Standing                 | Dr. Ken                           | Shark Tank          | Shark Tank          | 20/20           | 20/20           |
| CBS    | CBS     | MacGyver                          | MacGyver                          | Hawaii 5-0          | Hawaii 5-0          | Blue Bloods     | Blue Bloods     |
| The CW | The CW  | Vampire Diaries                   | Vampire Diaries                   | Crazy Ex-Girlfriend | Crazy Ex-Girlfriend | Programme local | Programme local |
| Fox    | Automne | Hell's Kitchen                    | Hell's Kitchen                    | L'Exorciste         | L'Exorciste         | Programme local | Programme local |
| Fox    | Hiver   | MasterChef Junior (en)            | MasterChef Junior (en)            | Sleepy Hollow       | Sleepy Hollow       | Programme local | Programme local |
| NBC    | NBC     | Caught on Camera with Nick Cannon | Caught on Camera with Nick Cannon | Grimm               | Grimm               | Dateline NBC    | Dateline NBC    |

### Samedi
| Réseau | Réseau | 20 h 0                                                                 | 20 h 30                                                                | 21 h 0                                                                 | 21 h 30                                                                | 22 h 0                                                                 | 22 h 30                                                                |
| ------ | ------ | ---------------------------------------------------------------------- | ---------------------------------------------------------------------- | ---------------------------------------------------------------------- | ---------------------------------------------------------------------- | ---------------------------------------------------------------------- | ---------------------------------------------------------------------- |
| ABC    | ABC    | Saturday Night Football (suivant le calendrier de la compétition)      | Saturday Night Football (suivant le calendrier de la compétition)      | Saturday Night Football (suivant le calendrier de la compétition)      | Saturday Night Football (suivant le calendrier de la compétition)      | Saturday Night Football (suivant le calendrier de la compétition)      | Saturday Night Football (suivant le calendrier de la compétition)      |
| CBS    | CBS    | Crimetime Saturday (en)                                                | Crimetime Saturday (en)                                                | Crimetime Saturday (en)                                                | Crimetime Saturday (en)                                                | 48 Hours (en)                                                          | 48 Hours (en)                                                          |
| Fox    | Fox    | College Football on Fox (en) (suivant le calendrier de la compétition) | College Football on Fox (en) (suivant le calendrier de la compétition) | College Football on Fox (en) (suivant le calendrier de la compétition) | College Football on Fox (en) (suivant le calendrier de la compétition) | College Football on Fox (en) (suivant le calendrier de la compétition) | College Football on Fox (en) (suivant le calendrier de la compétition) |
| NBC    | NBC    | Dateline NBC                                                           | Dateline NBC                                                           | Dateline NBC                                                           | Dateline NBC                                                           | SNL Vintage (en)                                                       | SNL Vintage (en)                                                       |

### Dimanche
| Réseau | Réseau    | 19h00                          | 19h30                          | 20 h 0                         | 20 h 0                                                                   | 20 h 30                                                                  | 21 h 0                                                                   | 21 h 30                                                                  | 22 h 0                                                                   | 22 h 30                                                                  |
| ------ | --------- | ------------------------------ | ------------------------------ | ------------------------------ | ------------------------------------------------------------------------ | ------------------------------------------------------------------------ | ------------------------------------------------------------------------ | ------------------------------------------------------------------------ | ------------------------------------------------------------------------ | ------------------------------------------------------------------------ |
| ABC    | Automne   | America's Funniest Home Videos | America's Funniest Home Videos | Once Upon a Time               | Once Upon a Time                                                         | Once Upon a Time                                                         | Secrets and Lies                                                         | Secrets and Lies                                                         | Quantico                                                                 | Quantico                                                                 |
| ABC    | Printemps | America's Funniest Home Videos | America's Funniest Home Videos | Once Upon a Time               | Once Upon a Time                                                         | Once Upon a Time                                                         | Time After Time                                                          | Time After Time                                                          | Quantico                                                                 | Quantico                                                                 |
| CBS    | CBS       | 60 Minutes                     | 60 Minutes                     | NCIS : Los Angeles             | NCIS : Los Angeles                                                       | NCIS : Los Angeles                                                       | Madam Secretary                                                          | Madam Secretary                                                          | Elementary                                                               | Elementary                                                               |
| Fox    | Automne   | NFL on Fox (en)                | Bob's Burgers                  | Les Simpson                    | Les Simpson                                                              | Son of Zorn                                                              | Les Griffin                                                              | The Last Man on Earth                                                    | Programme local                                                          | Programme local                                                          |
| Fox    | Hiver     | Rediffusions                   | Bob's Burgers                  | Les Simpson                    | Les Simpson                                                              | Making History                                                           | Les Griffin                                                              | The Last Man on Earth                                                    | Programme local                                                          | Programme local                                                          |
| NBC    | NBC       | Football Night in America (en) | Football Night in America (en) | Football Night in America (en) | NBC Sunday Night Football (en) (suivant le calendrier de la compétition) | NBC Sunday Night Football (en) (suivant le calendrier de la compétition) | NBC Sunday Night Football (en) (suivant le calendrier de la compétition) | NBC Sunday Night Football (en) (suivant le calendrier de la compétition) | NBC Sunday Night Football (en) (suivant le calendrier de la compétition) | NBC Sunday Night Football (en) (suivant le calendrier de la compétition) |

## Liste des séries par réseau de télévision

### ABC
| Séries renouvelées : - America's Funniest Home Videos (27e saison) - American Crime (3e saison) - The Bachelor (21e saison) - Black-ish (3e saison) - Dancing with the Stars (21e saison) - Dr. Ken (2e saison) - Fresh Off the Boat (3e saison) - The Goldbergs (4e saison) - Grey's Anatomy (13e saison) - How to Get Away with Murder (3e saison) - Last Man Standing (6e saison) - Marvel : Les Agents du SHIELD (4e saison) - The Catch (2e saison) - The Middle (8e saison) - The Real O'Neals (2e saison) - Modern Family (8e saison) - Once Upon a Time (6e saison) - Quantico (2e saison) - Scandal (6e saison) | Nouvelles séries : - American Housewife - Big Fan - Boy Band - Child Support - Conviction - Designated Survivor - Downward Dog - Imaginary Mary - Notorious - Speechless - Somewhere Between - Steve Harvey's Funderdome - Still Star-Crossed - Time After Time - The Toy Box - When we Rise | Séries non renouvelées : - Agent Carter (2 saisons) - Blood and Oil (1 saison) - Castle (8 saisons) - The Family (1 saison) - Galavant (2 saisons) - The Muppets (1 saison) - Nashville (4 saisons) - Of Kings and Prophets (1 saison) - Wicked City (1 saison) |

### CBS
| Séries renouvelées : - 2 Broke Girls (6e saison) - The Amazing Race (27e saison) - The Big Bang Theory (10e saison) - Blue Bloods (7e saison) - Code Black (2e saison) - Criminal Minds: Beyond Borders (2e saison) - Esprits criminels (12e saison) - Elementary (5e saison) - Hawaii 5-0 (7e saison) - Life in Pieces (2e saison) - Madam Secretary (3e saison) - Mom (4e saison) - NCIS : Enquêtes spéciales (14e saison) - NCIS : Los Angeles (8e saison) - NCIS : La Nouvelle-Orléans (3e saison) - The Odd Couple (3e saison) - Scorpion (3e saison) - Survivor (en) (31e saison) - Thursday Night Football (11e saison) - Patron incognito (8e saison) | Nouvelles séries : - Bull - Doubt - The Great Indoors - Kevin Can Wait - MacGyver - Man with a Plan - Pure Genius - Training Day | Séries non renouvelées : - Angel from Hell (1 saison) - Les Experts (15 saisons) - Les Experts : Cyber (2 saisons) - The Good Wife (7 saisons) - Mike & Molly (6 saisons) - Person of Interest (5 saisons) - Rush Hour (1 saison) - Supergirl (dorénavant sur The CW) |

### The CW
| Séries renouvelées : - The 100 (4e saison) - Arrow (5e saison) - Crazy Ex-Girlfriend (2e saison) - The Flash (3e saison) - iZombie (3e saison) - Jane the Virgin (3e saison) - Legends of Tomorrow (2e saison) - The Originals (4e saison) - Reign (4e saison) - Supergirl (auparavant sur CBS, 2e saison) - Supernatural (12e saison) - Vampire Diaries (8e saison) | Nouvelles séries : - Frequency - No Tomorrow - Riverdale | Séries non renouvelées : - Beauty and the Beast (4 saisons) - Containment (1 saison) |

### Fox
| Séries renouvelées : - Bob's Burgers (7e saison) - Bones (12e saison) - Brooklyn Nine-Nine (4e saison) - Empire (3e saison) - Les Griffin (15e saison) - Gotham (3e saison) - The Last Man on Earth (3e saison) - Lucifer (2e saison) - New Girl (6e saison) - Prison Break (mini-série) - Rosewood (2e saison) - Scream Queens (2e saison) - Les Simpson (28e saison) - Sleepy Hollow (4e saison) | Nouvelles séries : - 24 : Legacy - APB - L'Exorciste - Lethal Weapon - Making History - The Mick - Pitch - Shots Fired - Son of Zorn - Star | Séries non renouvelées : - American Idol (15 saisons) - Bordertown (1 saison) - Cooper Barrett's Guide to Surviving Life (1 saison) - Grandfathered (1 saison) - The Grinder (1 saison) - Minority Report (1 saison) - Second Chance (1 saison) |

### NBC
| Séries renouvelées : - Blindspot (2e saison) - Chicago Fire (5e saison) - Chicago Med (2e saison) - Chicago PD (4e saison) - Grimm (6e saison) - New York, unité spéciale (18e saison) - Shades of Blue (2e saison) - Superstore (2e saison) - The Blacklist (4e saison) - The Carmichael Show (3e saison) - The Voice (11e saison) | Nouvelles séries : - Chicago Justice - Emerald City - The Good Place - Great News - Marlon - Midnight, Texas - Powerless - Taken - The Blacklist: Redemption - This Is Us - Timeless - Trial & Error | Séries non renouvelées : - Crowded (1 saison) - Game of Silence (1 saison) - Heartbeat (1 saison) - Heroes Reborn (1 saison) - Constantine (2 saisons) - The Player (1 saison) - Telenovela (1 saison) - Truth Be Told (1 saison) - Undateable (3 saisons) - You, Me and the Apocalypse (1 saison) |

## Source
- (en) Cet article est partiellement ou en totalité issu de l’article de Wikipédia en anglais intitulé « 2016–17 United States network television schedule » (voir la liste des auteurs).